# Ахуновська сільська рада
Ахуно́вська сільська рада (рос. Ахуновский сельский совет) — муніципальне утворення у складі Учалинського району Башкортостану, Росія. Адміністративний центр — село Ахуново.

## Населення
Населення — 2367 осіб (2019, 2640 в 2010, 2863 в 2002).

## Склад
До складу поселення входять такі населені пункти:
| Населений пункт    | Населення, осіб (2002) | Населення, осіб (2010) |
| ------------------ | ---------------------- | ---------------------- |
| Ахуново, село      | 2610                   | 2449                   |
| Кідиш, присілок    | 149                    | 119                    |
| Таничау, присілок  | 101                    | 71                     |
| Ташмурин, присілок | 3                      | 1                      |